# Habronematidae
Die Habronematidae sind eine Familie der Rollschwänze mit über 160 Arten. Sie sind Parasiten bei Vögeln und Säugetieren.

## Merkmale
Habronematidae sind Habronematoidea bei denen der Körper der Weibchen nicht spiralig aufgerollt und das Hinterende nicht erweitert ist. Die Pseudolippen sind sehr groß und bedecken meist die mittigen Lippen. Letztere sind mit acht Papillen besetzt.

## Systematik
Zur Familie gehören drei Unterfamilien mit Gattungen:
- Habronematinae Chitwood & Wehr, 1932
  - Cheilonematodum Johnston & Mawson, 1941
  - Chitwoodspirura Chabaud & Rousselot, 1956
  - Cyrnea Seurat, 1914
  - Dollfusnema Caballero, 1974
  - Draschia Chitwood & Wehr, 1934
  - Echinurioides Thwaite, 1926
  - Excisa Gendre, 1928
  - Gendrespirura Chabaud, 1958
  - Gubernaculomeres Oshmarin & Parukhin, 1963
  - Habronema Diesing, 1861
  - Lispirurus Eberli, 2017
  - Metacyrnea Chabaud, 1960
  - Odontospirura Wehr, 1933
  - Procyrnea Chabaud, 1958
- Histiocephalinae Gendre, 1922
  - Hadjelia Seurat, 1916
  - Histiocephalus Diesing, 1851
  - Stellocaronema Gilbert, 1930
  - Torquatoides Williams, 1929
  - Viguiera Seurat, 1913
- Parabronematinae Skrjabin, 1941
  - Okapinema Ivaschkin, 1960
  - Parabronema Baylis, 1921